# 马头湖
马头湖是一个位于中国西藏自治区日土县的湖泊，面积约为80平方千米。